# Beninkasa voskonosná

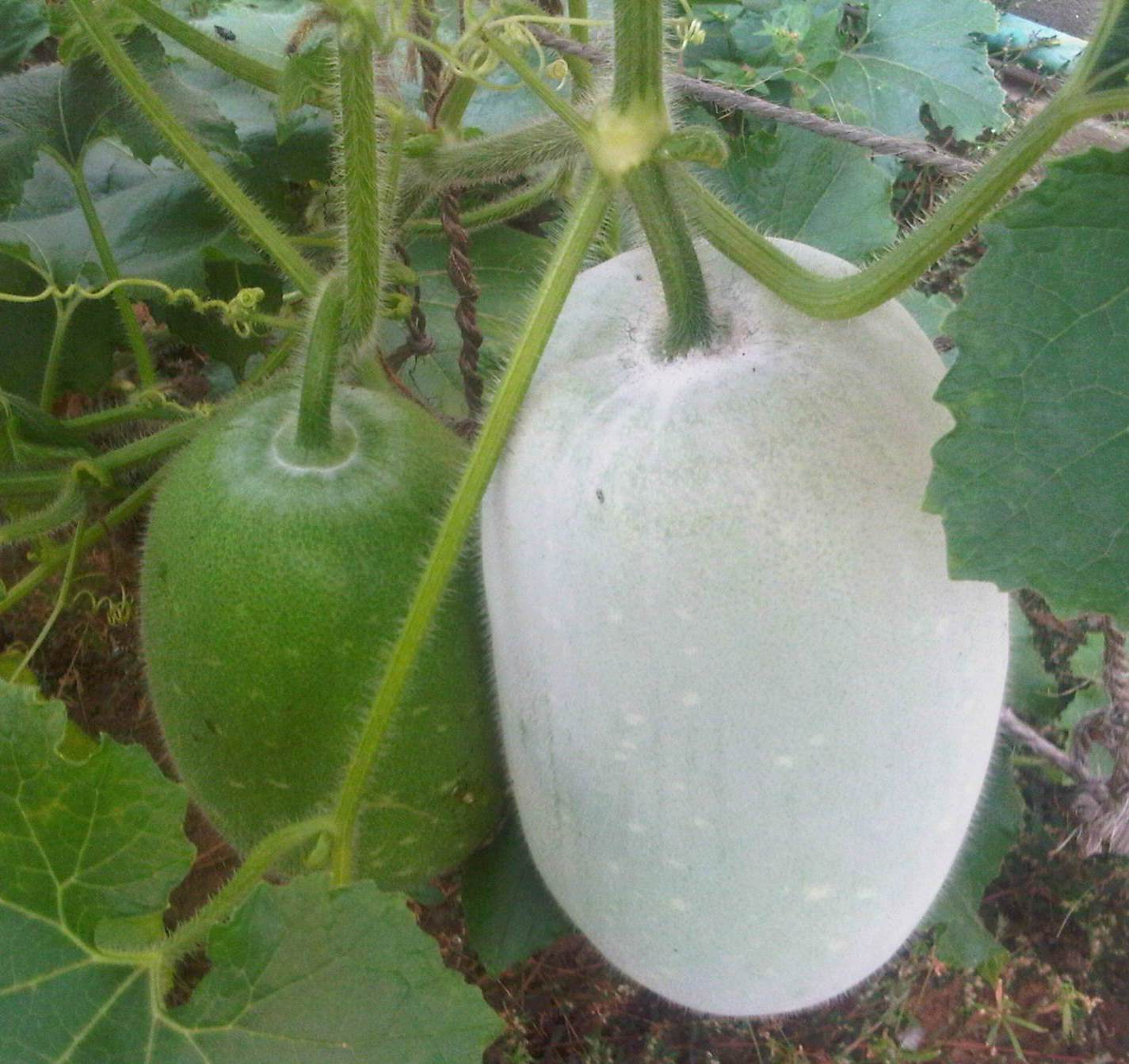
Vlevo nezralý plod, vpravo zralý plod

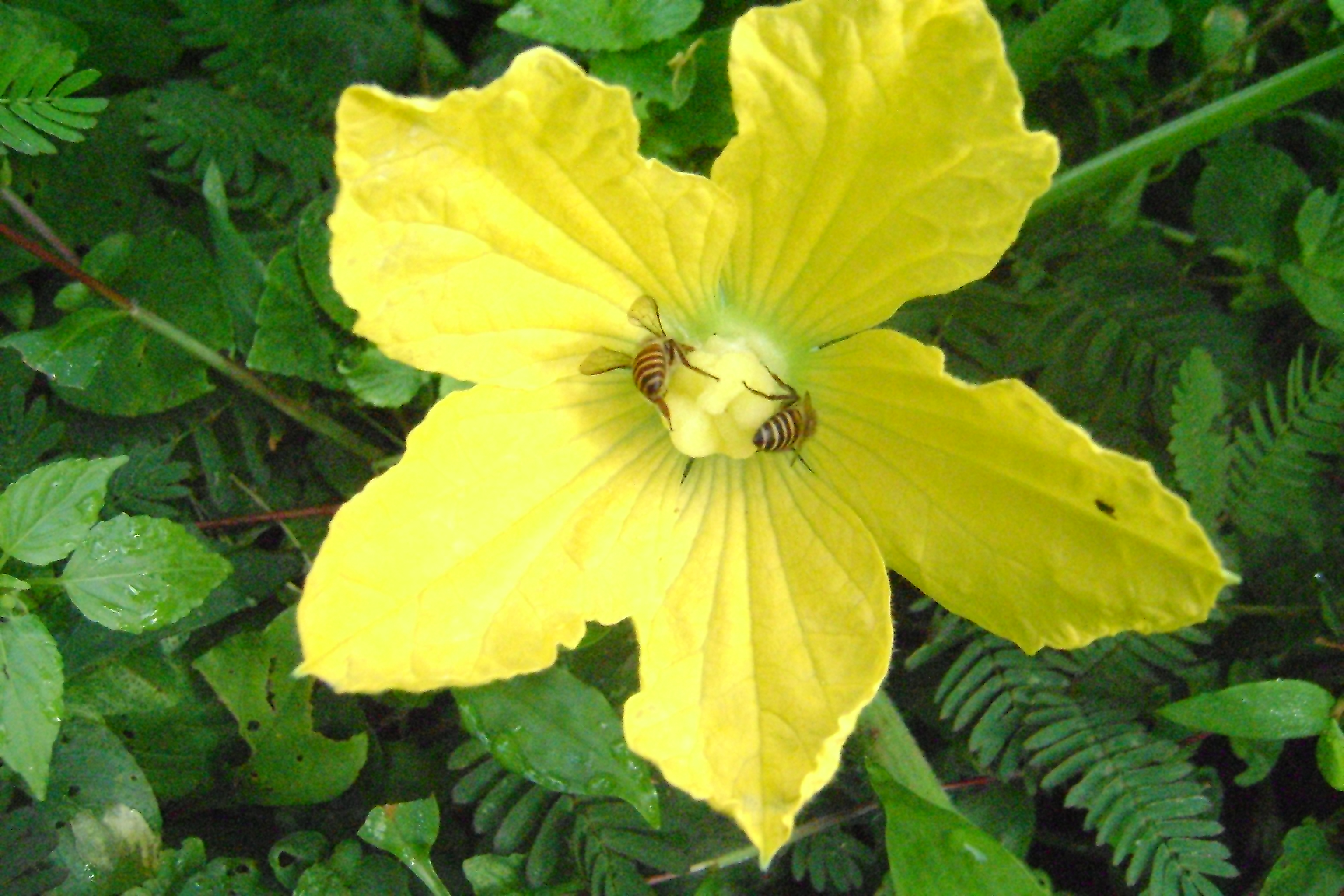
Květ

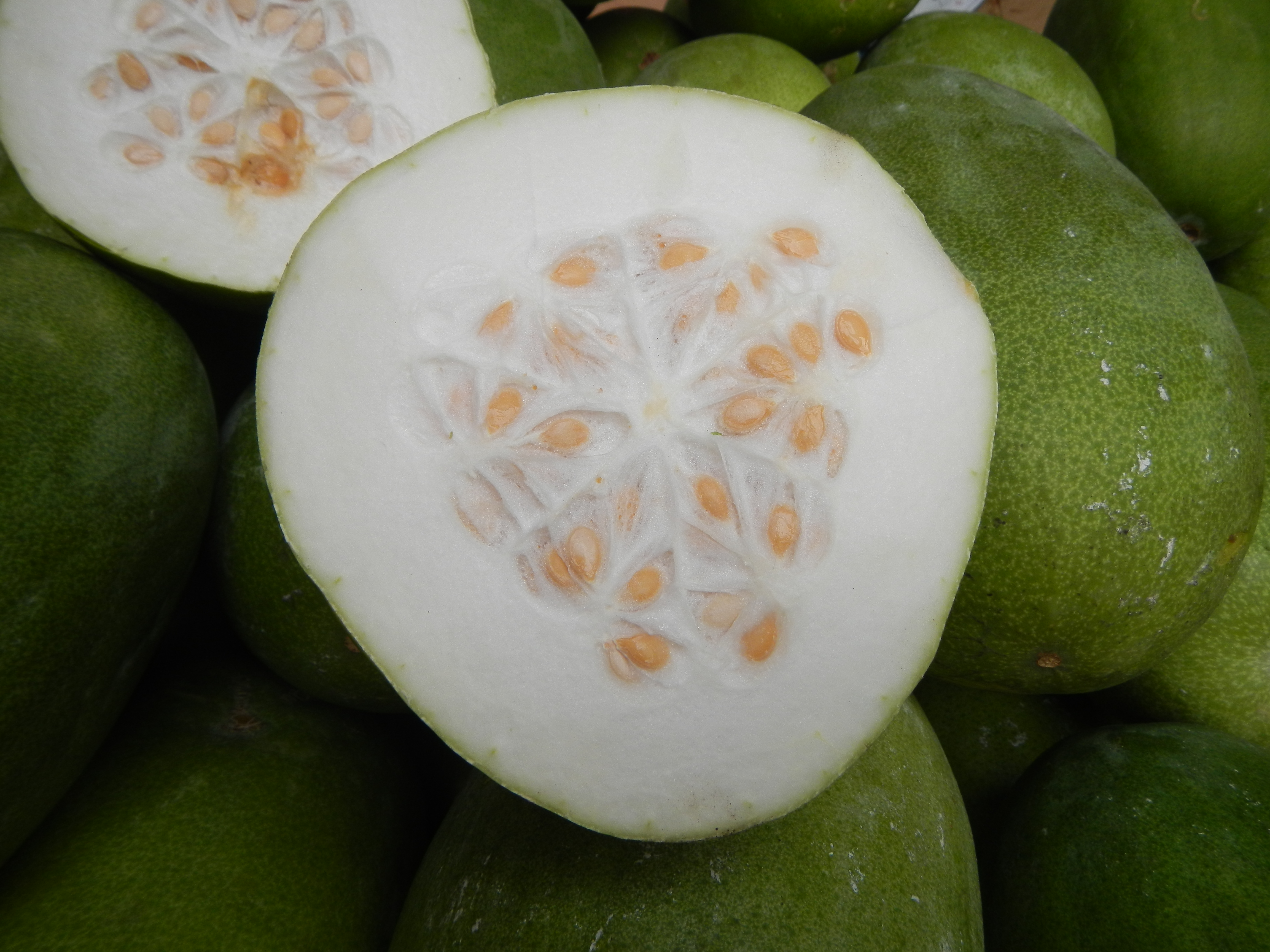
Rozpůlený plod

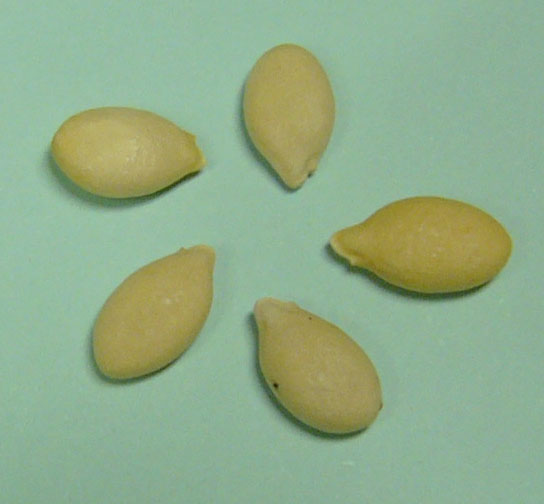
Semena

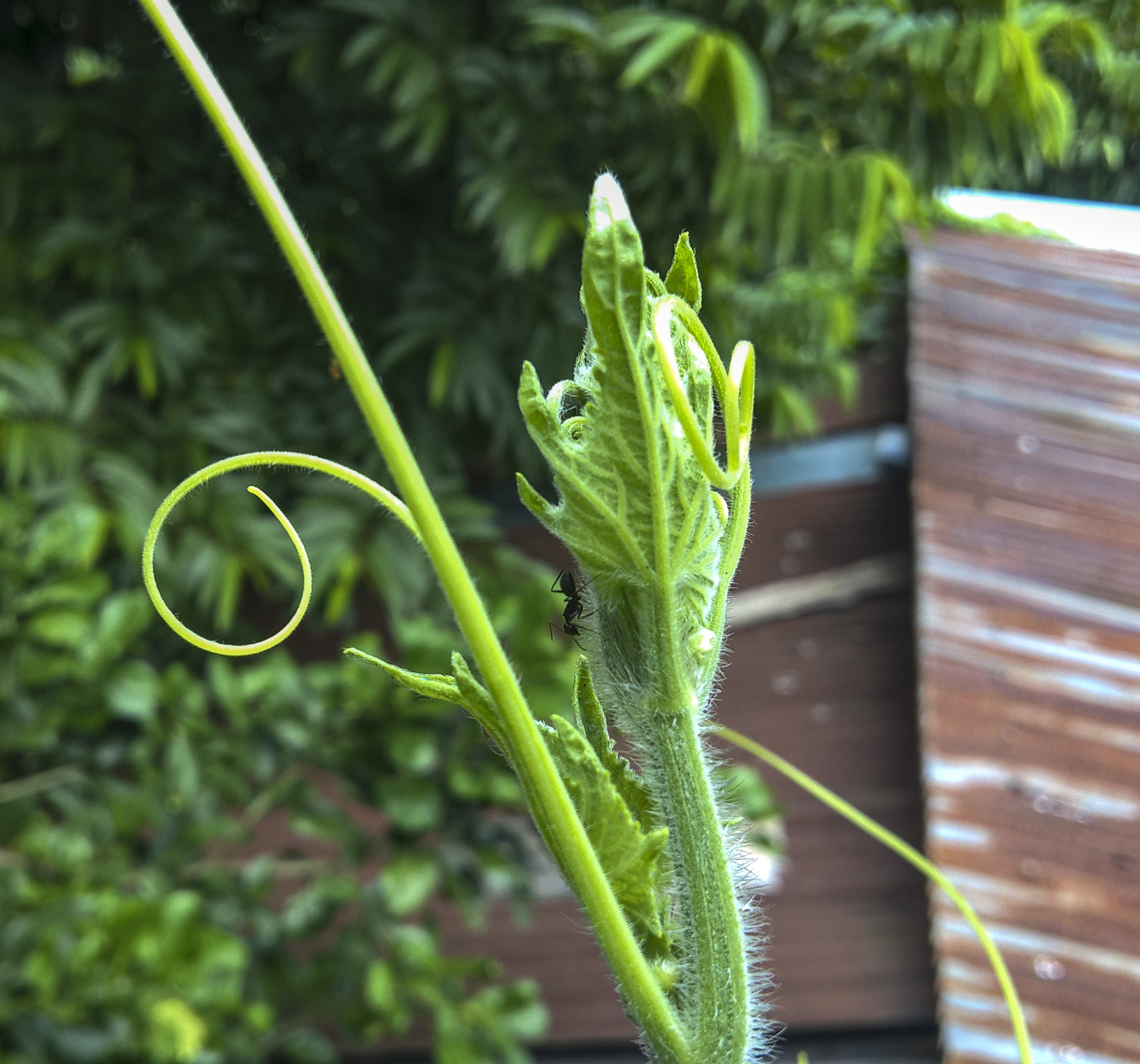
Úponek

Beninkasa voskonosná (Benincasa hispida) je jednoletá, popínavá, tropická rostlina s úponky, jediný druh monotypického rodu beninkasa, pocházející pravděpodobně z indomalajské oblasti. Je pěstována hlavně pro kulovité či válcovité plody konzumovatelné ve všech stadiích zralosti, může růst na podpěrách nebo se plazit po holé zemi. Zralé plody se navíc dají dlouze skladovat a mimo stravy jsou vhodné i ke zhotovování nádob na vodu či k uskladnění potravin.

## Rozšíření
V přírodě již neexistují původní plané rostliny, ze kterých staletým pěstováním a pomalým šlechtěním vznikl současný druh, stejně není známo místo primárního výskytu. Předpokládá se, že nejprve rostla v jihovýchodní Asii na ostrovech Indonésie a Malajsie, v Papui Nové Guineji, na Šalomounových ostrovech a případně i v tropických oblastech severní Austrálie.
Nyní zabírá areál pěstování beninkasy voskonosné území od Indie přes Pákistán, Bangladéš, Myanmar, Thajsko, přes jih Číny a Japonska po Filipíny, Malajsii, Indočínu, ostrovy Indického oceánu, Indonésii, ostrov Novou Guineu s přilehlými souostrovími, jakož i oblast v Queenslandu v severní Austrálii a většinu pacifických ostrovů. Z Asie se později dostala do tropické Afriky, kde je nejvíce rozšířena v Keni, Malawi, Mosambiku, Tanzanii, Zambii a Zimbabwe. Při osídlování Ameriky byla příchozími obyvateli rozmnožena na ostrovy v Karibiku a do zemí pevninské Střední Ameriky.

## Ekologie
Je teplomilnou a vlhkomilnou bylinou, která požaduje kyprou, výživnou, dostatečně vlhkou a slabě kyselou půdu s pH od 5,5 do 6,5. Pro zdárný růst potřebuje průměrné teploty v rozsahu od 24 do 27 °C, sklízí se po osmdesáti až sto šedesáti dnech od výsevu. Vyžaduje slunečnou a před větry chráněnou polohu.
Jedlá část plodu tvoří přes 70 % celkové hmotnosti. Plod obsahuje průměrně okolo 90 % vody, 2 % sacharidů, 0,5 % bílkovin, 0,5 % vlákniny, 0,5 % minerálních látek a 0,1 % tuku. U průměrného plodu se snědením 100 gramů dužiny získá lidské tělo 55 kJ energie, 20 mg vápníku, 10 mg hořčíku, 20 mg fosforu, 0,5 mg železa a stejně zinku, 0,04 mg vitamínu B1, 0,11 mg vitamínu B2 (B2), 0,4 mg vitamínu B3 a 13 mg vitamínu C. Stárnutím plodů se obsah živin snižuje.
Vegetační doba pro dosažení plné zralosti plodů je čtyři až pět měsíců. U rychlejších typů začínají rostliny kvést asi za padesát dnů po výsevu, u pomalejších po sto dnech. Pravidelná sklizeň mladých plodů prodlužuje dobu kvetení i dobu sklizně. Primitivnější typy mají poměr samičích květů k samčím asi 1:20 až 1:33, u modernějších kultivarů již převažují na rostlině květy samičí nad samčími; tento poměr je též ovlivňován teplotou a délkou dne.

## Popis
Jednoletá, jemně chlupatá, popínavá bylina s pevným stonkem rostoucím do délky až 5 m. Stonek je pevný, bělavě zelený, podélně brázděný a drsně chlupatý, opory se přidržuje až 35 cm dlouhými úponky rozvětvenými do dvou až čtyř prstů. Listy jsou jednoduché, vyrůstají střídavě, obvykle proti úponku a mají řapík dlouhý 5 až 20 cm. Jejich čepele jsou v obryse široce vejčité, dlanitě laločnaté, dlouhé 10 až 25 cm a široké 10 až 20 cm, u báze jsou hluboce srdčité a na vrcholu špičaté, po obvodě mají pět až jedenáct nepravidelných, více či méně hlubokých laloků a pět až sedm žilek dlanitě rozvětvené žilnatiny. Lodyha vydává po poranění specifické silné aroma. Rostlina má listy hodně variabilní ve tvaru i velikosti.
Žluté květy velké 6 až 12 cm jsou pravidelné, pětičetné, jednopohlavné a vyrůstají jednotlivě na stopkách z paždí listů. Samčí květy mají stopky dlouhé 5 až 15 cm, samičí jen 2 až 4 cm. Květy mají kalich se široce zvonkovitou trubku a pět kopinatých cípů asi 1 cm dlouhých a korunu s pěti žlutými, širokými, podlouhle vejčitými a téměř volnými plátky dlouhými 3 až 6 cm, širokými 2 až 4 cm a na koncích mírně zašpičatělými. V samčím květu jsou tři krátké, zelené tyčinky s prašníky, v samičím je podlouhle vejčitý, silný, 4 mm dlouhý semeník s mnoha vajíčky a s krátkou tlustou čnělkou se třemi zakřivenými bliznami. Samičí květy bývají o něco málo menší. Opylení zajišťuje létající hmyz.
Plod je eliptická až válcovitá bobule, na povrchu tmavě zelená či skvrnitá, bývá dlouhá až 50 či 60 cm, tlustá 10 až 25 cm a obvykle váží 10 až 15 kg, extrémně až 45 kg. Nezralý plod je na povrchu hustě chlupatý, zralý je hladký a potažený bílým voskovitým povlakem, který lze snadno odstranit. Uvnitř plodu je zelenavě bílá, šťavnatá, relativně tuhá, ve středu houbovitá dužina. Obsahuje mnoho semen, jež jsou bílá až žlutohnědá, zploštělá, vejčitá, asi 10 mm dlouhá a 5 mm široká. Hmotnost tisíce semen je okolo 70 gramů. Rozlišují se četné kultivary, které se liší zejména velikostí a tvarem ovoce, barvou, chlupatostí, množstvím přítomného vosku a délkou vegetace.

## Rozmnožování
Rostliny se rozmnožují výhradně semeny, jež se vysévají do hloubky asi 3 cm v řádcích 1 m širokých a na vzdálenost 0,7 m, vzklíčí za jeden až dva týdny. Byliny určené pro průběžnou sklizeň nezralých, nevelkých plodů se vysazují ke kůlům vysokým asi 2 m nebo k trelážím. Rostliny používané k vypěstování velkých, těžkých, zralých plodů bývají vedené po zemi, sázejí se ve sponu 1,5×2 m a v období dešťů se plody na ochranu před hnilobou podkládají slámou. Pěstují se na dobře vyhnojené půdě a pro dobrý výnos se během růstu průběžně přihnojují dusíkatými hnojivy, pro růst potřebují teplotu nejméně 25 °C.

## Využití
Nezralé plody vážící 0,3 až 1 kg se průběžně sklízejí v týdenních intervalech po 60 až 100 dnů od vysetí, za dobrou sklizeň je považováno 30 tun z 1 ha. Zralé plody se trhají v závislosti na kultivarů za 100 až 160 dnů, tehdy váží průměrně 10 až 15 kg a z plochy 1 ha se sklidí okolo 20 tun. Nevyzrálé plody se poměrně rychle se kazí, ale zralé, uchovávané při teplotě okolo 15 °C a relativní vlhkosti 70 %, lze skladovat půl až celý rok; povrchová vosková vrstva je chrání před napadením zhoubnými mikroorganismy i ztrátou vlhkosti. Pěstují se taktéž pro semena i vosk, z výměry 1 hektaru se ze zralých plodů se získá průměrně 150 až 300 v subtropické a tropické Asii kg semen.
Beninkasa voskonosná je v subtropické a tropické Asii poměrně důležitou tržní zeleninou a nezralé plody jsou na městských trzích stále známější a populárnější. Plody se po oloupání slupky a odstranění semen využijí téměř celé, konzumují se syrové nebo po tepelné úpravě jako zelenina nebo se z nich vaří polévky či se dělá džus, také se pečou nebo vaří plněné masem, kraby či pikantní zeleninou. Pevná dužina starších plodů se také kanduje cukrem nebo suší. Příležitostně se jedí mladé výhonky, listy i květy. Semena se praží, nebo se z nich lisuje stolní olej. Vosk sloupaný z povrchu slouží k výrobě svíček, vydlabané zralé plody ztvrdnou a používají se jako nádoby pro denní potřebu.
Plody jsou v Číně a Indii ceněné pro mnohé léčebné vlastnosti, používají se hlavně v ájurvédské medicíně. Olej ze semen slouží jako anthelmintikum, semeny se léčí kašel, astma a horečka, dužina plodů je považována za afrodisiakum a tonikum, slupka je diuretikum a laxativum, popel ze slupek se přikládá na nehojící se rány. Šťáva z plodů je prostředkem pro snížení hladiny cukru v krvi, lékem proti šílenství, epilepsii a dalším nervovým onemocněním, výluhem z kořenů se léčí kapavka.